# Estación de Boca del Cerro
Boca del Cerro es una estación de trenes cerca de Tenosique. La estación conecta a Tabasco con Chiapas.

## Tren Maya
Andrés Manuel López Obrador anunció en su campaña presidencial del 2018 el proyecto del Tren Maya. El 13 de agosto de 2018 anunció el trazo completo. El recorrido de la nueva ruta del Tren Maya puso a la Estación Escárcega en la ruta que conectaría con Palenque, Chiapas y Escárcega, Campeche
Boca del Cerro es la segunda estación en la ruta del Tren Maya y la primera en el estado de Tabasco. Se ubica a un costado del puente que cruza el río Usumacinta.
Paralelo al icónico puente de Boca del Cerro, la vía del Tren Maya acompaña ahora el paisaje. Este arco Maya, maravilla de la ingeniería mexicana, le da la bienvenida a la estación Boca del Cerro del Tren Maya.

## Características de la Estación
El estilo arquitectónico es una reinterpretación contemporánea del arco Maya. Con un diseño de paraguas invertidos de forma piramidal, el acabado es de ladrillo evocando a la zona arqueológica de Comalcalco. Tiene un carácter muy abierto y gran altura para dar esbeltez a la estructura y generar cruces de corrientes de aire.
La estación es de un solo nivel. A lo largo de la estación se ubican los locales de servicio, técnicos y comerciales, vestíbulo de acceso peatonal y vehicular, además de estacionamientos.